# 紅帶擬鱸
紅帶擬鱸，又稱黃紋擬鱸，俗名海狗甘仔、舉目魚、沙鱸，為輻鰭魚綱鱸形目鱷鱚亞目虎鱚科的其中一種。

## 分布
本魚分布於印度西太平洋區，包括南非、坦尚尼亞、莫三比克、泰國、中國、台灣、越南、馬來西亞、菲律賓、印尼、澳洲、新喀里多尼亞、帛琉、斐濟、索羅門群島等海域。

## 深度
水深10至20公尺。

## 特徵
本魚體近圓柱形，吻突出，眼大；成魚的頰部會出現數條褐色橫紋。魚體黃棕色，體側具數道褐色橫斑，體中央具一淺色橫帶；尾鰭截形，尾鰭具白色縱紋，背鰭硬棘5枚，背鰭軟條21枚；臀鰭硬棘1枚，臀鰭軟條17至18枚，體長可達23公分。

## 生態
本魚棲息在沿岸的沙泥底質海域，游動緩慢，性情兇猛，游動緩慢，以一停一游的方式移動，屬肉食性，以小魚及小型甲殼類為主，具性轉變，為先雌後雄。

## 經濟利用
可食用，適合油炸，但多以下雜魚處理。